# Franz Rabich
Carl Berthold Franz Rabich (* 31. Juli 1879 in Gotha; † 1. Juni 1949 in Nürnberg) war ein deutscher Verwaltungsjurist und Bezirksoberamtmann sowie Oberkirchenrat.

## Leben
Franz Rabich studierte Rechtswissenschaften, legte 1905 das Große juristische Staatsexamen mit der Note „gut“ ab und wurde Assessor bei der Stadtverwaltung Gotha. Er wechselte zur Justiz und wurde 1909 Amtsanwalt beim Amtsgericht Ohrdruf und ein Jahr später Richter am Amtsgericht Rodach. 1914 kehrte er zur Stadtverwaltung Gotha zurück. Rabich musste Kriegsdienst leisten und kam 1918 nach Neustadt bei Coburg, wo er im März 1919 eine Anstellung im Staatsministerium Coburg fand. Dort wurde er im Dezember 1919 Vortragender Rat. Mit dem Ende des Freistaates Coburg im Juli 1920 wechselte er zum 1. Dezember 1920 als Regierungsrat zur Regierung von Oberfranken, wo er in der Kammer des Innern tätig wurde. Dort war er zugleich Stellvertretender Vorstandsvorsitzender der Landwirtschaftlichen Berufsgenossenschaften in Oberfranken. Nach sechsjähriger Tätigkeit wechselte er zum Jahresbeginn 1926 als Bezirksamtsvorstand im Rang eines Bezirksamtsoberamtmannes zum Bezirksamt Hof, wo er zum 1. Oktober 1927 zum Oberregierungsrat befördert wurde. Vom 1. April 1929 wurde er zugleich mit der Wahrnehmung der Geschäfte des Vorstands der Polizeidirektion Hof beauftragt. Zum 1. November 1930 kehrte er zur Regierung von Oberfranken zurück.
Von 1938 an war Habich zugleich Vorsitzender des Kreisfürsorgeausschusses für Oberfranken-Mittelfranken. Von 1933 wurde mit dem Bezirk Mittelfranken eine gemeinsame Regierung gebildet. Diese Regelung galt bis 1948.
Zum 1. August 1946 wurde er von der amerikanischen Besatzungsmacht seiner Ämter enthoben. Im Entnazifizierungsverfahren wurde er am 21. November 1946 durch die Spruchkammer Ansbach als Mitläufer (Gruppe IV) eingestuft. So wurde er am 16. Juli 1947 erneut zum Oberregierungsrat ernannt und gleichzeitig in den Ruhestand verabschiedet. Diese Maßnahme hatte versorgungsrechtliche Hintergründe.

## Sonstiges
Rabich war von 1919 bis 1921 Oberkirchenrat in Sachsen-Coburg. Mit dem Gesetz zur Rechtsstellung der evangelisch-lutherischen Landeskirche, an dessen Zustandekommen er mitgewirkt hatte,
wurde die Trennung von Kirche und dem Freistaat Coburg
vollzogen. Die Landeskirche wurde eine Körperschaft des öffentlichen Rechts unter der Leitung eines dreiköpfigen Oberkirchenrates.